# Garage kit
Garage Kits (Kits de Garagem) são produções amadoras de kits de modelos (pequenas esculturas).
O termo se originou de colecionadores frustrados por não acharem modelos sobre os temas que queriam, então passaram a produzir modelos eles mesmos.
Como o processo de esculpir, polir e pintar produz muita sujeira e poeira, a maioria dos escultores usavam suas próprias garagens - daí surgiu o nome. No início esses kits eram vendidos e trocados entre os colecionadores em convenções, assim como o Wonder Festival, desde então eles têm ganhado popularidade e agora há um grande numero de companhias, incluindo Federation Models, Volks, WAVE/Be-J, Kaiyodo, Kotobukiya, e o B-club, produzindo esse tipo de kits profissionalmente.
Devido a tais mudanças alguns escultores agora distinguem "os verdadeiros" garage kits (aqueles produzidos por escultores amadores) e aqueles produzidos por companias profissionalmente se referindo a forma como 'garage kits' e mais tarde resin kits (kits de resina).
Os Garage Kits podem ser tão simples quanto uma pequena figura, ou tão complexo como kits bem conhecidos por ter centenas de partes fabricadas de diversos materiais como 'metal branco', resina e vinil.
Os mais comuns são figuras femininas de personagens de animê. Mas também são encontrados personagens masculinos, mecha (robôs), monstros, como também atualizações e kits de conversão para modelos já existentes.
Os kits são geralmente compostos por partes separadas e vem dentro de uma caixa (para a maioria dos kits produzidos profissionalmente) ou em sacos plásticos (para produções amadoras geralmente vendidas em eventos) com instruções de montagem e por vezes figuras do produto final. Devido ao trabalho intensivo do processo manual e uma baixa demanda em relação aos tradicionais modelos de plástico moldados por injeção - que são produzidos aos milhares - os garage kits são produzidos em quantidades muito pequenas.

## Escalas
A escala das figuras dos kits varia, mas atualmente 1/8 parece ser predominante. No início dos anos 90 a escala dominante era de 1/6. Essa diminuição da escala se dá pelo aumento nos custos de material, trabalho e licença. Outras escalas como 1/3, 1/4, 1/6, 1/7 também existem, mas são menos comuns. Os kits maiores (1/3, 1/4, etc) geralmente demandam preços mais altos devido as grandes quantidades de material necessárias.